# 头部计算机体层成像

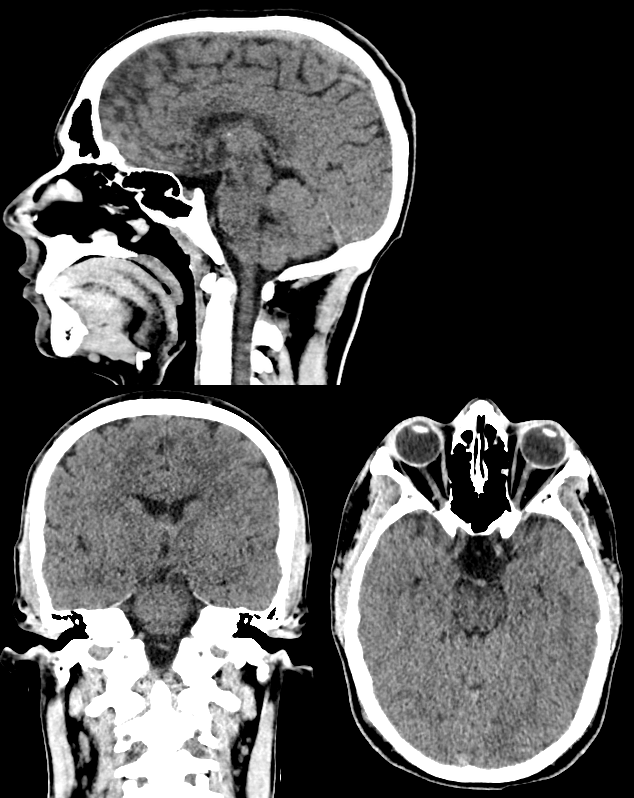
图示18岁男性正常头部CT，无静脉对比剂，4 毫米切片厚度，由上至下为矢状面、冠状面、轴切面

头部计算机体层成像又稱，是指將一系列從不同方向掃描頭部的X射線獲得的數據經由計算機程序轉為頭部（顱腦）的橫斷面影像的檢查方法。其獲得的橫斷面影像可用於檢查診斷腦損傷和其他神經系統疾病，亦可用於診斷顱骨、鼻竇的情況或作為腦外科手術的引導圖像。不過，CT掃描會使受檢者冒著最終患上癌症的風險暴露在電離輻射下，有些特殊的CT掃描方式使用的造影劑甚至可能使一些人產生過敏反應。

## 使用
由於CT掃描的準確性、可靠性、安全性及其廣泛的可用性，是手段已成為頭部創傷的首要診查方式。患者一旦出現腦損傷，就會發生微循環受阻、自我調節受損、腦水腫或軸索損傷，並表現為臨床上，生化檢查上或是影像上的變化。故此對腦損傷正確的治療管理應當基於對症狀進展的正確診斷和鑑別，運用CT掃描便可精確檢測並定位顱內血腫、腦挫傷、水腫或異物。
即便在緊急情況下，當一名成年患者的頭部傷勢被醫生依據現有的指南判斷評估為輕傷時，是患者應避免採用CT檢查，如若是兒童則應留在急診室先行臨床觀察再做決定。 有諸多病患僅因輕微傷勢前往急診室尋求頭部CT掃描檢查。事實上，頭部CT掃描雖可以明確顱骨骨折或是顱內出血的情況，惟這類情況即便在急診室也都不常見，同時也不是輕微傷勢，故此對於一般的輕微傷勢通常沒有必要執行該檢查。 臨床實驗表明，只有在遇到緊急情況並有指征表明需要進行CT檢查時，方才具有有效性和安全性，在這種情況下，也是為了能夠基於影像資料而制定下一步的治療方案和跟蹤患者病史。
頭部CT或是磁振造影（MRI）檢查不能作為常規檢查手段診斷腦震蕩，要鑑別該病，應當由訓練有素的醫療保健服務提供者跟進。 在腦震蕩患者的頭部掃描影像中，通常看不到與之相關的異常影像，故此不應將頭部CT檢查作為診斷腦震蕩的常規手段。 在擔心發生顱骨骨折，局部性神經系統病症或是其他症狀加重時，CT或許是一項有用的檢查手段。 而MRI檢查可能有助於檢查隨時間推移而惡化的病症或是可疑的結構性病變。
頭部CT檢查有時應用於突發性聽力喪失的患者，惟當沒有其他神經系統病變指征、外傷史、耳病史的時候，CT掃描無效且不應用於突發性聽力喪失的檢查。
頭部CT還用於需影像資料引導進行的立體定向手術及治療顱內腫瘤，動靜脈畸形或其他可治療相關疾病的放射手术。

## 眼部觀察窗
診斷者可以使用專用的眼部觀察窗來檢查診斷眼部相關疾病。CT掃描可由專業的眼科醫生操作以檢查異物（尤指金屬物體）、骨折、膿腫，蜂窩組織炎、鼻竇炎、顱內出血）、眼球突出，眼睛的弥漫性毒性甲状腺肿， 並評估眶尖和海綿竇的情況。

## 與MRI相比較
當確定頭痛的原因是否為腫瘤，血管疾病，後顱窩病變，延頸髓質病變或顱內壓力異常時，頭部核磁共振（MRI）掃描能比頭部CT更好地提供輔助資訊，同時也沒有把受檢者暴露到電離輻射下的風險。 
當需要進行神经成像且MRI不可用、或在緊急情況下懷疑有出血，中風或者創傷性腦損傷時，CT掃描或許可用於頭痛查因。
MRI在評估海綿竇和眶尖情況時具有更高靈敏度。
頭部MRI有能夠評估顱內鈣化情況的優點。

## 注意事項
儘管頭部CT可以獲得頭部冠狀位，矢狀位，和兩者各自再處理後的影像資料，惟在獲取冠狀位資料時，要求受檢者伸展其頸部關節，故此當有潛在的頸部關節損傷風險時，應避免其過度伸展。
頭部CT掃描增大了人們罹患腦癌的風險，尤以兒童為主。到2018為止，10歲以下的兒童中每3000-10000人就有1例罹患癌症的風險。